# Дієго Міліто
Діє́го Мілі́то (ісп. Diego Milito, нар. 12 червня 1979, Берналь, Аргентина) — колишній аргентинський футболіст, нападник національної збірної Аргентини. Має молодшого брата Габріеля, який теж був футболістом.

## Клубна кар'єра
У дорослому футболі дебютував 1999 року виступами за «Расинг» (Авельянеда), в якому провів п'ять сезонів, взявши участь у 137 матчах чемпіонату. Більшість часу, проведеного у складі «Расинга», був основним гравцем атакувальної ланки команди. За цей час виборов титул чемпіона Аргентини.
Протягом 2004–2005 років захищав кольори команди клубу «Дженоа», проте після того як клуб через договірні матчі було відправлено в Серію С1, залишив «грифонів».
Своєю грою привернув увагу представників тренерського штабу клубу «Реал Сарагоса», до складу якого приєднався влітку 2005 року. В цей час в клубі вже грав його брат Габріель, який був капітаном команди. Дієго відіграв за клуб з Сарагоси наступні три сезони своєї ігрової кар'єри. Граючи у складі сарагоського «Реала» також здебільшого виходив на поле в основному складі команди. У складі сарагоського «Реала» був одним з головних бомбардирів команди, маючи середню результативність на рівні 0,49 голу за гру першості. А після того як брат перейшов у «Барселону», протягом сезону 2007-08 Дієго став капітаном команди. Проте за підсумками сезону «Сарагоса» вилетіла у Сегунду і Дієго Міліто залишив іспанський клуб.
Протягом сезону 2008-09 років знову захищав кольори «Дженоа», який без Дієго за два роки зміг піднятися з третього дивізіону у найвищий. У складі генуезького клубу був визнаний гравцем року в Італії.
До складу клубу «Інтернаціонале» приєднався влітку 2009 року. Відіграв за «нераззуррі» 128 матчів в національному чемпіонаті, в яких відзначився 62 голами.
2014 року повернувся до клубу «Расинг» (Авельянеда), в якому свого часу робив перші кроки у професійному футболі.

## Виступи за збірну
2003 року дебютував в офіційних матчах у складі національної збірної Аргентини. Провів у формі головної команди країни 25 матчі, забивши 4 голи.
У складі збірної був учасником кубку Америки 2009 року у Венесуелі, де разом із збірною отримав срібні медалі, чемпіонату світу 2010 року у ПАР та домашньому кубку Америки 2011 року.

## Статистика виступів

### Статистика клубних виступів
Станом на 26 травня 2012
| Сезон              | Команда               | Чемпіонат          | Чемпіонат | Чемпіонат | Національний кубок | Національний кубок | Національний кубок | Континентальні кубки | Континентальні кубки | Континентальні кубки | Інші змагання | Інші змагання | Інші змагання | Усього | Усього |
| Сезон              | Команда               | Ліга               | Ігор      | Голів     | Ліга               | Ігор               | Голів              | Ліга                 | Ігор                 | Голів                | Ліга          | Ігор          | Голів         | Ігор   | Голів  |
| ------------------ | --------------------- | ------------------ | --------- | --------- | ------------------ | ------------------ | ------------------ | -------------------- | -------------------- | -------------------- | ------------- | ------------- | ------------- | ------ | ------ |
| 1999-00            | «Расинг» (Авельянеда) | ПД                 | 11        | 1         | —                  | —                  | —                  | —                    | —                    | —                    | —             | —             | —             | 11     | 1      |
| 2000-01            | «Расинг» (Авельянеда) | ПД                 | 35        | 2         | —                  | —                  | —                  | —                    | —                    | —                    | —             | —             | —             | 35     | 2      |
| 2001-02            | «Расинг» (Авельянеда) | ПД                 | 38        | 9         | —                  | —                  | —                  | —                    | —                    | —                    | —             | —             | —             | 38     | 9      |
| 2002-03            | «Расинг» (Авельянеда) | ПД                 | 35        | 14        | —                  | —                  | —                  | КС+КЛ                | 3+8                  | 1+2                  | —             | —             | —             | 46     | 17     |
| 2003-04            | «Расинг» (Авельянеда) | ПД                 | 18        | 8         | —                  | —                  | —                  | —                    | —                    | —                    | —             | —             | —             | 18     | 8      |
| Усього за «Расинг» | Усього за «Расинг»    | Усього за «Расинг» | 137       | 34        |                    | —                  | —                  |                      | 11                   | 3                    |               | —             | —             | 148    | 37     |
| 2003-04            | «Дженоа»              | B                  | 20        | 12        | КІ                 | —                  | —                  | —                    | —                    | —                    | —             | —             | —             | 20     | 12     |
| 2004-05            | «Дженоа»              | B                  | 39        | 21        | КІ                 | 3                  | 1                  | —                    | —                    | —                    | —             | —             | —             | 42     | 22     |
| 2005-06            | «Реал Сарагоса»       | ПД                 | 36        | 15        | КІ                 | 9                  | 6                  | —                    | —                    | —                    | —             | —             | —             | 45     | 21     |
| 2006-07            | «Реал Сарагоса»       | ПД                 | 37        | 23        | КІ                 | 3                  | 0                  | —                    | —                    | —                    | —             | —             | —             | 40     | 23     |
| 2007-08            | «Реал Сарагоса»       | ПД                 | 35        | 15        | КІ                 | 3                  | 2                  | КУЄФА                | 2                    | 0                    | —             | —             | —             | 40     | 17     |
| Усього за «Реал»   | Усього за «Реал»      | Усього за «Реал»   | 108       | 53        |                    | 15                 | 8                  |                      | 2                    | 0                    |               | —             | —             | 125    | 61     |
| 2008-09            | «Дженоа»              | A                  | 31        | 24        | КІ                 | 1                  | 2                  | —                    | —                    | —                    | —             | —             | —             | 32     | 26     |
| Усього за «Дженоа» | Усього за «Дженоа»    | Усього за «Дженоа» | 90        | 57        |                    | 4                  | 3                  |                      | —                    | —                    |               | —             | —             | 94     | 60     |
| 2009-10            | «Інтернаціонале»      | A                  | 35        | 22        | КІ                 | 5                  | 2                  | ЛЧ                   | 11                   | 6                    | СІ            | 1             | 0             | 52     | 30     |
| 2010-11            | «Інтернаціонале»      | A                  | 23        | 5         | КІ                 | 3                  | 1                  | ЛЧ                   | 4                    | 1                    | СІ+СУ+КЧС     | 1+1+2         | 0+0+1         | 34     | 8      |
| 2011-12            | «Інтернаціонале»      | A                  | 33        | 24        | КІ                 | 1                  | 0                  | ЛЧ                   | 7                    | 2                    | СІ            | 0             | 0             | 41     | 26     |
| Усього за «Інтер»  | Усього за «Інтер»     | Усього за «Інтер»  | 91        | 51        |                    | 9                  | 3                  |                      | 22                   | 9                    |               | 5             | 1             | 127    | 64     |
| Усього за кар'єру  | Усього за кар'єру     | Усього за кар'єру  | 424       | 195       |                    | 28                 | 14                 |                      | 35                   | 12                   |               | 5             | 1             | 494    | 222    |

### Статистика у збірній
Станом на 18 березня 2012
| Збірна Аргентини | Збірна Аргентини | Збірна Аргентини |
| Роки             | Ігри             | Голи             |
| ---------------- | ---------------- | ---------------- |
| 2003             | 5                | 3                |
| 2004             | 2                | 0                |
| 2005             | 0                | 0                |
| 2006             | 0                | 0                |
| 2007             | 6                | 1                |
| 2008             | 2                | 0                |
| 2009             | 5                | 0                |
| 2010             | 4                | 0                |
| 2011             | 0                | 0                |
| 2012             | 0                | 0                |
| Всього           | 24               | 4                |

## Досягнення
| - Чемпіон Аргентини: «Расинг» (Авельянеда): Апертура 2001, 2014 - Чемпіон Італії: «Інтернаціонале»: 2009-10 - Володар Кубка Італії: «Інтернаціонале»: 2009-10, 2010-11 - Володар Суперкубка Італії з футболу: «Інтернаціонале»: 2010 - Переможець Ліги чемпіонів УЄФА: «Інтернаціонале»: 2009-10 - Переможець клубного чемпіонату світу: «Інтернаціонале»: 2010 - Срібний призер Кубка Америки: 2007 | - Футболіст року в Італії (Guerin Sportivo): «Дженоа»: 2008-09 - Легіонер року в Італії: «Інтернаціонале»: 2010 - Футболіст року в Італії: «Інтернаціонале»: 2010 - Найкращий футболіст Ліги чемпіонів: «Інтернаціонале»: 2009-10 - Найкращий нападник Ліги чемпіонів: «Інтернаціонале»: 2009-10 - Найкращий гравець фіналу Ліги чемпіонів: «Інтернаціонале»: 2009-10 |